# Elezioni presidenziali in Argentina del 1989
Le elezioni presidenziali in Argentina del 1989 si tennero il 14 maggio.

## Risultati
| Candidati               | Candidati             | Partiti                                                          | Voti       | %     | Delegati |
| Presidente              | Vicepresidente        | Partiti                                                          | Voti       | %     | Delegati |
| ----------------------- | --------------------- | ---------------------------------------------------------------- | ---------- | ----- | -------- |
| Carlos Saúl Menem       | Eduardo Duhalde       | Partito Giustizialista                                           | 7 954 191  | 47,49 | 312      |
| Eduardo Angeloz         | Juan Manuel Casella   | Unione Civica Radicale                                           | 6 202 163  | 37,03 | 234      |
| Álvaro Alsogaray        | Alberto Natale        | Unione del Centro Democratico - Partito Democratico Progressista | 1 093 398  | 6,53  | 28       |
| Néstor Vicente          | Luis Zamora           | Partito Comunista Argentino - Movimento per il Socialismo        | 409 250    | 2,44  | 1        |
| José Corzo Gómez        | Federico Houssay      | Blanco de los Jubilados                                          | 315 600    | 1,88  | 7        |
| Guillermo Estévez Boero | Alfredo Bravo         | Partito Socialista                                               | 236 532    | 1,41  | –        |
| Antonio Domingo Bussi   | Antonio Álvarez       | Forza Repubblicana                                               | 185 036    | 1,10  | 7        |
| Jorge Altamira          | Gregorio Flores       | Partito Operaio                                                  | 45 763     | 0,27  | –        |
| Luis Alberto Ammann     | Lía Méndez            | Fronte Umanista Verde                                            | 42 316     | 0,25  | –        |
| Eduardo Angeloz         | María Cristina Guzmán | Accordo Popolare                                                 | 11 054     | 0,07  | –        |
| Ángel Bustelo           | Eduardo Hernández     | Partito della Liberazione                                        | 6 097      | 0,04  | –        |
| -                       | -                     | PAL - DP - MLP                                                   | 106 774    | 0,64  | 5        |
| -                       | -                     | Movimento Popolare Neuquino                                      | 35 466     | 0,21  | 4        |
| -                       | -                     | Alleanza Ecologista                                              | 27 004     | 0,16  | 1        |
| -                       | -                     | Acción Chaqueña                                                  | 19 831     | 0,12  | 1        |
| Altri <0,10%            | -                     | -                                                                | 58 653     | 0,35  | –        |
| Totale                  | Totale                | Totale                                                           | 16 749 128 | 100   | 600      |